# Bavaria (kip)
Bavaria je ime monumentalnega, bronastega kipa iz 19. stoletja v Münchnu v južni Nemčiji. Gre za žensko poosebitev Bavarske in s tem njeno moč in slavo.
Kip je tudi del skupine, ki vključuje tudi dvorano slave in stopnišče. Po naročilu Ludvika I. Bavarskega je bila na natečaju izbrana posebna zasnova. Ulita je bila v münchenski livarni J. B. Stiglmair med letoma 1844 in 1850 in je prvi kolosalni kip od klasične antike dalje. Bil je tehnološka mojstrovina. Zaradi svoje velikosti ga je bilo treba izdelati v več delih. Je 18,52 metra visok in tehta približno 87,36 ton. Stoji na kamniti podlagi, ki je visoka 8,92 m.
Notranje krožno stopnišče vodi do ploščadi v glavi, kjer štiri odprtine v čeladi nudijo pogled na Theresienwiese in center Münchna.

## Hiša slavnih
Že kot kronski princ Ludvik imel načrt za postavitev domoljubnega spomenika v svoji prestolnici v Münchnu. Imel je seznam "velikih" Bavarcev iz vseh družbenih slojev. Leta 1833 je objavil članek o ključnih značilnostih koncepta: dvorano naj bi postavili nad Theresienwiese in zagotovili prostor za približno 200 doprsnih kipov. Edina zahteva je bila, »... da stavba ne bi smela podvajati Walhalla; toliko dorskih templjev, kot jih je bilo, nobeden od njih ni kopija Partenona ....«
Predpisi niso izključevali stavbe v slogu klasicistov kot v Walhalli, paralelnem gradbenem projektu, vendar je mogoče domnevati, da so arhitekti lahko uporabljali druge arhitekturne sloge. Klasicisti na eni strani, ki jih je navdihovala estetika antične Grčije in Rima ter romantiki na drugi strani, katerih umetniške manifestacije so bile izražene v srednjeveških predlogah. Predlog za oblikovanje Hiše slavnih, se je odrazil ne le na umetniških in arhitekturnih razlikah, temveč tudi na ideoloških sporih. Ludvik se je končno odločil marca 1834, večinoma v korist Friedricha von Gärtnerja, Josepha Daniela Ohlmüllerja in Friedricha Zieblanda, in naročil Leu von Klenzeju, da zgradi Hišo slavnih. Ludvik je sam napisal: »Samo Neron in jaz lahko producira takšne velike kipe ….«

## Zgodovina

### Ikonografija

#### Predlog Lea von Klenzeja
Leo von Klenze, dvorni arhitekt bavarskega kralja Ludvika I., je leta 1824 prvič predlagal oblikovanje za kip "grške Amazonke", njegov navdih pa so bili monumentalni kipi kot Rodoški kolos, Zevsov kip v Olimpiji in zlasti Fidijeva Atena Partenos, ki je ohranjena v številnih majhnih rimskih kopijah.
Skice kažejo na kip Bavarie pod vplivom klasičnih predstav o Amazonki. Nosila je dvojno oblečeni hiton in visoko zavezane sandale. Herma, katere štiri obraze simbolizirajo idealne lastnosti vladarja, bojevnika, umetnosti in znanosti. V levi roki bi držala venček, ki ga bi simbolično podarila častnim osebnostim. Na levi strani je čepel lev.
Leta 1834 je Klenze načrtoval kip Bavarie kot natančno kopijo Atene Promahos, ki je bila nekoč pred Akropolo. Dobila je čelado, ščit in dvignjeno kopje.
28. maja 1837 je Ludvik I. pogodbo za izdelavo kipa podpisal s kiparjem Ludvikom Michaelom Schwanthalerjem in livarjem Johannom Baptistom Stiglmaierjem in njegovim nečakom Ferdinandom von Millerjem. 

#### Schwanthalerjev predlog
Za razliko od Klenzeja, je bil Schwanthaler učenec romantičnega gibanja in član več münchenskih srednjeveških krogov, ki so bili navdušeni nad vsem "patriotskim" in zavračali tuje impulze, še posebej tiste iz klasične antike. To je le del Ludvikove strategije, da združi te nasprotujoče si umetniške koncepcije z enotnim domoljubnim spomenikom, ki združuje nasprotne tabore pod enim nacionalnim idealom. Njegov poskus sinteze klasičnih in romansko-gotskih slogov se v literaturi pogosto imenuje "romantični klasicizem" ali "Ludvikov slog".
Sprva je Schwanthaler sledil specifikacijam Klenzejevega načrta. Kmalu pa je začel ustvarjati svojo lastno različico kipa Bavarie. Temeljno se je odločil, da ne bo sledil klasičnim modelom, temveč da bi jo oblekel v »germanski« slog: njena dolga obleke je bila preprosto draperirana, čeznjo pa je bila prekrita z medvedjo kožo, ki je liku dala tipičen »nemški« značaj.
Schwanthaler je naredil korak naprej v mavčnem modelu iz leta 1840. Glavo je izdelal z vencem iz prepletenih hrastovih listov, venec v dvignjeni levi roki, ki je v različici Klenze izdelan iz lovorovih listov, je postal še en venec iz hrastovega listja, hrast velja za bistveno nemško drevo. Te spremembe kipa Bavarie so nastale v času tako imenovane renske krize 1840/41, ki je vključevala mejne spore med Francijo in Nemško konfederacijo ter povzročila naraščanje patriotskih izbruhov proti Franciji. Za Schwanthalerja, ki je bil primer navdušenega patriota se zdi, da je bila ta kriza motivacija za prikaz njegovega kipa Bavarie kot izrecno primernega za boj in oborožen z izvlečenim mečem.
Značilnosti kipa, medvedja koža, hrastov venec in meč, je mogoče zlahka interpretirati kot posledico nastanka, vendar je interpretacija leva problematična. Lev je imel vedno trdno mesto v heraldiki vladarjev Bavarske, saj so ga grofje Renskega Palatinata rodbine Wittelsbach vključili v svoj grb že od visokega srednjega veka. Poleg tega sta dva leva od najzgodnejših časov služila kot spremljevalca bavarskega grba.
Vendar pa umetnostni zgodovinar Manfred F. Fischer meni, da kip ni zasnovan le kot bavarska heraldična žival, temveč skupaj z izvlečenim mečem pomeni simbol obrambe.
Najpomembnejši atribut kipa Bavarie pa je hrastov venček v levi roki. Venček pomeni častno nagrado, za katero so v Hiši dvorani slavni doprsni kipi.

### Izvedba
Bronasti kip je bil odlit v pesku, in to v štirih glavnih delih (glava, prsi, boki, spodnja polovica z levom) in več manjših delov, ki so bili pritrjeni kasneje.
Klenze je predlagal, da se bronasti kip ulije v bronu. Stiglmaier in njegov nečak Ferdinand Miller sta oživila dolgo tradicijo bronastega litja v Münchnu z ustanovitvijo nove livarne, Königliche Erzgießerei, ki je začela obratovati na Nymphenburgu v Münchnu leta 1825.
Od konca leta 1839 se je Schwanthaler in številni pomočniki ukvarjali z izdelavo modela polne velikosti kipa Bavarie. Leta 1844 je bil zaključen začetni, štirimetrski pomožni model. Konec poletja 1843 je bil končni model mogoče razstaviti v pripravi za uporabo kosov kot modelov za ulitke. Stiglmaier je umrl, preden se je to delo leta 1844 začelo, Miller pa je prevzel vodenje projekta. 11. septembra 1844 je bila glava kipa ulita iz kovine iz bronastega topa zajetega leta 1827 v pomorski bitki pri Navarinu (sodobni Pylos na zahodni obali Peloponeza). Ti topovi so se v Evropi prodajali kot material za recikliranje pod takratnim grškim kraljem Otonom, sinom Ludvika I. in več jih je prispelo na Bavarsko . V januarju in marcu leta 1845 so bile ulite roke, 11. oktobra 1845 pa poprsje. Julija 1848 je bil končan celoten zgornji del kipa. Zadnji večji ulitek za spodnji del je potekal 1. decembra 1849.
20. marca 1848 je bil Ludvik I. prisiljen odstopiti s prestola v korist svojega sina Maksimilijana, ki se ni strinjal z nadaljevanjem projekta spomenika in Hiše slavnih, kot pri vseh Ludvikovih spomenikih, ga je ta nadaljeval zasebno. Millerju ni bil nikoli povrnjen del stroškov, vendar so pozitivni učinki na livarno ostali še v 1930-ih. 

### Sestavljanje in otvoritev leta 1850
Formalno odkritje kipa Bavaria je bilo najprej načrtovano za Oktoberfest leta 1850, ko bi bilo 25. leto Ludvikove vladavine. Preden so stekla praznovanja s kraljem, ki je v tem času abdiciral, so morali v vladi premisliti, ali bi tak dogodek lahko razumeli kot demonstracijo proti vladajočemu vladarju Maksimilijanu II.
Med junijem in avgustom so bili ločeni deli kipa Bavaria prepeljani na kraj postavitve na posebej zgrajenih vagonih, vsak sestavljen iz 20 konj. 7. avgusta 1850 je bil prepeljan zadnji kos, glava, ki so ga spremljali v Theresienhöhe v praznični procesiji skozi München. Uradno odkritje je bilo 9. oktobra po procesiji, ki je vključevala vse vpletene obrti in cehov in se je, kot je bilo pričakovati, spremenila v poklon kralju, ki je abdiciral. Umetniki, ki jih je kralj močno podpiral v letu svoje vladavine in jim je zagotavljal naročila so se zahvalili njegovemu obsežnemu gradbenemu programu s posebno pohvalilo. Po odkritju kipa, je govornik za priložnost, ki je bil izbran v imenu münchenskega umetniškega sveta, izrazil »hvaležnost sedanjega časa in prihodnjih časov - bavarski venec iz bronastega hrastovega listja pripada predvsem kralju Ludviku, zaščitniku umetnosti«. 
Hiša slavnih ni bila dokončana v času odkrivanja kipa Bavarie; Gradbeni oder in lesena strešna kritina sta  prekrivala velike dele stavbe. Šele leta 1853 je bila posvečena kot del skromnejšega praznovanja.

## Bavariav času Trejega rajha
Nacisti so imeli ambivalentno in cinično razmerje s Hišo slavnih in kipom Bavarie. Po eni strani so različni načrti, ki so jih razvili za preoblikovanje sejmišča na Theresienwiese, vključno z Bavario in Hišo slavnih, izdali popolno pomanjkanje spoštovanja do lokacije in namere njihovih ustanoviteljev. Na primer, leta 1934 so obravnavali rušenje skupine, da bi naredili prostor za razstavne prostore in Theresienwiese, kar naj bi bilo pomembno zaradi poti za velike parade. Leta 1935 je bil predstavljeno tudi rušenje kipa, na njegovem mestu pa postavljena velika kongresna dvorana s spominom na junake. Po načrtih iz leta 1938 naj bi se Bavaria in Hiša slavnih ohranili, vendar pa bi jih uokvirjale monumentalne zgradbe. Theresienwiese je bilo treba spremeniti.
Po drugi strani pa se je odprt prostor Theresienwiese in obstoječa impozantna in simbolna arhitektura zlahka uporabljala za propagandistično uprizoritev, na primer za množične dogodke, povezane s pompoznimi proslavami, ki so potekale do izbruha druge svetovne vojne, kot je razvidno iz zapisov, ki jih je napisal strogo nadzorovan tisk. 

## Obnova
Preiskava kipa Bavarie, ki so jo izvedli strokovnjaki, je odkrila resne poškodbe, da so morali kip leta  2001 za obiskovalce zapreti. Odkritih je bilo več kot 2.000 ločenih napak. 
V času obnovitvenih del, ki so se začela takoj z in so stala približno milijon evrov, so dvignjeno roko stabilizirali in celotno zunanjo površino očistili, spolirali in zaščitili. Zgradili so popolnoma novo notranje krožno stopnišče.
Da bi pomagali pri financiranju obnovitvenih del, so bile izdelane replike v različnih merilih na podlagi modela, ki ga je izdelal Schwanthaler, konica malega prsta, vključno s tisto, ki bi jo lahko uporabili kot posodo za pitje in tudi druge predmete. ki so bili vsi, kot tudi publikacija, prodani. Delo na kipu se je nadaljevalo do začetka Oktoberfesta septembra 2002.
V celotnem obdobju popravila je bil kip skrit za odrom, katerega zunanje površine so bile na voljo za oglaševanje. Temelji kipa v tistem času niso bili obnovljeni in še vedno potrebujejo popravilo.

## Naknadni odlitki
Leta 1907 je Oskar von Miller, sin Ferdinanda von Millerja in ustanovitelj Deutsches Museum v Münchnu, poskrbel za izdelavo dela roke kipa Bavarie..
Izdelana je bil v Königliche Erzgießerei Ferdinanda von Millerja, sestavljen iz istega materiala kot original (92% bakra, 5% cinka, 2% kositra, 1% svinca), debelina stene je 4-8 milimetrov in tehta 420 kilogramov.
Ta kopija je od takrat na ogled v metalurški zbirki Deutsches Museum.

## Galerija
- Pogled na hrbtno stran kipa
- Spiralne stopnice v notranjosti
- Obraz
- Notranjost glave
- Bavaria in Theresienwiese kjer sae odvija Oktoberfest, delo Rudolfa Eppa (okoli 1900)
- Razglednica iz 19. stoletja
- Bavaria in Hiša slavnih na nemški posebni seriji znamk iz leta 1972 v času Olimpijskih iger v Münchnu